# Falling to Pieces
Falling to Pieces — шестой сингл американской рок-группы Faith No More. Третий и последний сингл с альбома «The Real Thing».
Кроме того, это один из самых известных хитов группы, добравшийся до 92-го места в Billboard Hot 100 и до 12-го в Modern Rock Chart.
Хотя песня и была успешным синглом, группа редко играла её на концертах. А в 1993 году на Phoenix Festival Билли Гулд перед песней заявил, что это будет последний раз, когда они её сыграют. Однако когда группа воссоединилась в 2009-м, «Falling To Pieces» исполнялась на концертах регулярно.

## Музыкальное видео
Музыкальное видео получило широкую ротацию на MTV. Кроме того, видео было номинировано на «MTV Video Music Awards» в трех категориях: «Лучшее метал/хард-рок видео», «Лучшая художественная постановка» и «Лучшие спецэффекты в видео», выйдя победителем в последней.

## Чарты
| Чарт              | Высшая позиция |
| ----------------- | -------------- |
| UK Singles Chart  | 41             |
| ARIA Charts       | 26             |
| Billboard Hot 100 | 92             |
| Mainstream Rock   | 28             |
| Modern Rock       | 12             |